# Book of the Dead
Book of the Dead är det svenska power metal-bandet Bloodbounds andra studioalbum. Det släpptes i maj 2007 på Metal Heaven i Europa, Mystic Empire i Ryssland samt Avalon i Japan.
Det är det första och sista albumet med tyske sångaren Michael Bormann som ersatte avhoppade Urban breed.
Skivan återutgavs av bandets nuvarande skivbolag AFM Records 2011, då med samma bonusspår som på den japanska utgåvan.

## Låtlista
1. "Sign of the Devil" – 5:23
2. "The Tempter" – 4:53
3. "Book of the Dead" – 4:04
4. "Bless the Unholy" – 4:12
5. "Lord of Battle" – 5:06
6. "Flames of Purgatory" – 5:09
7. "Into Eternity" – 4:54
8. "Black Heart" – 5:03
9. "Black Shadows" – 5:52
10. "Turn to Stone" – 4:46
11. "Seven Angels" – 7:08

Bonusspår på japanska utgåvan
1. "Rivers of Pain" – 3:11

## Medverkande
Musiker
- Michael Bormann – sång
- Tomas Olsson – gitarr
- Fredrik Bergh – basgitarr, keyboard, bakgrundssång
- Henrik Olsson – gitarr
- Pelle Åkerlind – trummor

Produktion
- Tomas Olsson – producent, studiotekniker
- Fredrik Bergh – producent, studiotekniker
- Pelle Åkerlind – studiotekniker
- Per Ryberg – mixning
- Carl-André Beckston – omslagskonst
- Oskar Belin – art direction, design